# Коксове число
Коксове число (англ. coke number) — відношенням (у%) маси нелеткого залишку (коксу), що утворюється при нагріванні (1100—1250 К) протягом визначеного часу в інертній атмосфері чи вакуумi карбонвмісної речовини, до її початкової маси.